# SN 2007pr
SN 2007pr – supernowa typu Ia odkryta 20 października 2007 roku w galaktyce A230613+0019. W momencie odkrycia miała maksymalną jasność 22,90m.